# Ocnogyna cypriata
Ocnogyna cypriata là một loài bướm đêm thuộc phân họ Arctiinae, họ Erebidae.